# 蘋果日報 (台灣)
《蘋果日報》（英語：Apple Daily）是香港壹傳媒曾在臺灣所發行的正體中文報紙，創辦人是黎智英，以香港《蘋果日報》為藍本；自2018年3月起，分為數位及紙媒編輯部，社長陳裕鑫為台灣境內負責人兼紙媒總編輯。由於營運上虧損持續，於2021年5月17日發行最後一期紙本報紙後於次日停刊，集中發展線上新聞網。2022年8月31日，「台灣蘋果新聞網」的新買家潘賢表示原訂交易案無法進行，宣佈成立新平台「壹蘋新聞網」；而2025年3月由鏡傳媒成立的「鏡報新聞網」亦由原部分員工成立。

## 創辦緣起
《蘋果日報》的名稱是由壹傳媒創辦人黎智英所提出，他認為：「假如夏娃當初不是咬了禁果一口，世上就沒有罪惡，也沒有是非，當然也不會有新聞。」因此將報紙命名為《蘋果日報》。

## 創辦口號與推銷

### 台灣行銷策略
台灣《蘋果日報》創刊時宣傳口號為「一咬上癮」，最初的廣告代言人為香港女藝人鍾麗緹。鍾麗緹全裸俯臥在一堆紅蘋果上的「一咬上癮」系列廣告，打響台灣《蘋果日報》的知名度。後來，台灣《蘋果日報》創刊時與培生集團合作，每週日隨報附贈雙方合製的VCD《蘋果派生活美語》、全38輯，主持人為孟廣美。
臺灣《蘋果日報》的推出，亦直接打擊同系同質的臺灣《壹週刊》銷路，同時繼三重幫財團挾資本優勢入主報業《自由時報》後，此役臺灣財團報業格局確立，臺灣文人報業正式終結。《蘋果日報》的最大特色是著重圖片以及視覺化之圖表，並採用一般報紙所無的全彩印刷（包括分類廣告在內），印紙量和週末版的《紐約時報》相若。

## 歷史
- 2003年5月2日，台灣《蘋果日報》創刊，首日零售量超越了當時台灣所有報紙零售總和，以全彩印刷和低於其他報紙的售價快速搶下市場。台灣《蘋果日報》甫上市時以新臺幣5元促銷，至6月1日調整至新臺幣10元，每日實銷量約42萬份；為了與之競爭，《聯合報》、《中國時報》分別於5月1日及5月2日將售價由新臺幣15元降價至10元[5][6]。因《中時》、《聯合》兩報跟進降價，台灣《蘋果日報》直至2005年9月才將售價調回新臺幣15元[7]，而蘋果發行至2008年達到每日52萬份。
- 2009年，台灣《蘋果日報》取消在娛樂版上刊登〈電視節目表〉。
- 2010年12月22日，台灣《蘋果日報》網站大幅改版，新版面採响应式网页设计，回應行動瀏覽需求[8]。
- 2012年9月29日，台灣《蘋果日報》員工成立企業工會，通過工會章程，選出理事7人、監事2人，政治中心副主任兼工會籌備會召集人蔡日雲當選第一屆理事長，訴求與資方簽訂編輯室公約與簽訂保障媒體勞工權益的團體協約[9][10]。
- 2012年10月26日，台灣《蘋果日報》推出Windows Store版app[11]。
- 2013年3月，在台灣壹傳媒賣盤案衍生反媒體壟斷運動後，黎智英表示，他不會再賣臺灣《蘋果日報》與《壹週刊》等平面媒體。他表示自己將重拾熱情並在台灣市場落地生根，讓旗下相關媒體更加獨立尖銳，使員工和讀者有信心[12]。
- 2013年4月18日，《蘋果日報》工會與《蘋果日報》簽訂編輯室公約，該公約具有團體協約效力，也是國內第一家平面媒體簽訂有法律效力的編輯室公約。公約規範勞資共同維護《蘋果》公正客觀的立場，不受黨派、商業或利益團體左右，任何一篇報導都不能被收買，也不刊登偽裝成新聞的置入性行銷，並要定期檢討疏失。工會也將有權代表編輯部員工向總編輯提出其的重大缺失，要求總編輯正式回覆。公約中也針對編輯部員工的人身安全、訴訟扶助等進行保障，提升編輯部工作者的勞動環境。
- 2014年1月15日，臺灣《蘋果日報》與公民行動影音紀錄資料庫、上下游新聞市集、新頭殼、苦勞網及台灣環境資訊協會環境資訊中心合作：臺灣《蘋果日報》提供即時新聞版面給上列五家獨立媒體發稿，事前不得審查獨立媒體發布訊息之標題及內容；未經發稿媒體同意，臺灣《蘋果日報》事後亦不得任意加以刪除或修改獨立媒體發布之訊息[13]。
- 2015年1月8日，《蘋果日報》工會與《蘋果日報》簽訂團體協約，保障全體員工均享每年12天有薪病假，資方提供勞工每2年1次健檢，員工因公涉訟的法律協助等項目，團體協約也規定資方提供會所、協助代扣會費、提供會員會務假等事項。
- 2016年9月28日，《蘋果日報》工會改選，由生活中心組長陳嘉恩當選為第二屆理事長。

最後一期紙本版蘋果日報

- 2018年12月30日，台灣《蘋果日報》宣布從2019年1月1日起調整售價為20元。
- 2019年4月1日，台灣《蘋果日報》網路新聞服務正式更名為《蘋果新聞網》（Apple Online）。
- 2019年4月10日下午三時起，《蘋果新聞網》改為會員訂閱制，開放免費註冊為會員，僅加入「好蘋友」的人才可瀏覽每一則新聞內容。[14][15][16]。截自6月9日，會員人數達317 萬1395人。[17]
- 2019年7月4日起，須繳10元才可維持會員資格，閱讀網路新聞。14日，蘋果宣布付費會員達10萬人。[16]
- 2019年9月2日起，僅加入月費（120元台幣／月）或年費（1152元台幣／年）方案的會員，才有瀏覽新聞的權限。[17][18]
- 2020年7月1日，《蘋果新聞網》取消付費訂閱制，原付費會員改為無廣告閱覽及可以閱覽香港《蘋果動新聞》等。[19]
- 2021年5月14日，臺灣《蘋果日報》宣布自5月18日起停刊紙本，集中資源發展《蘋果新聞網》[3]。
- 2021年6月24日，香港停運《蘋果日報》報紙、網站及動新聞應用程式，但台灣《蘋果新聞網》不受影響。[20]
- 2022年6月8日，台灣蘋果新聞網發出聲明，表示已經完成交接大部分同事可以轉移至新東家安然留用，並傳出此樁交易由17Live共同創辦人潘賢與香港商人黃浩共同出資以15億台幣收購。[21]
- 2022年6月14日，清盤中的壹傳媒有限公司發佈澄清公告，否認出售台灣《蘋果新聞網》及其業務。[22]
- 2022年8月29日，距台灣蘋果日報通報台北市勞動局將大量解僱280位員工僅剩2日，30日《蘋果新聞網》發布記者會表示，潘賢以「壹蘋新聞網」承接多數員工，並已經申請「壹蘋新聞網」、「Next Apple News」等商標註冊，相關App與新聞網站也已經架設[23][24]。
- 2022年8月31日，《蘋果新聞網》於深夜停止更新[25]。
- 2022年9月1日，台灣《蘋果新聞網》熄燈，傳言香港清盤人委任崇正管理顧問負責人會計師至台灣蘋果日報大樓接管資料庫及銀行帳戶。同日，陸委會發布聲明稿強調，任何行為如屬香港清盤令在台效力之延伸，依法無效；「倘港方執意將惡法黑手伸入台灣，我相關機關將依法立即採取相關作為，阻止惡法之效力滲透來台」。[26]

## 特色

### 政治立場
《蘋果日報》在敏感政治議題上都有詳細的報導及尖銳的評論。在兩岸關係報導上，《蘋果日報》設有「大陸新聞中心」，稱呼中國大陸時以「中國」稱呼為主，但也會間中使用「大陸」或「中國大陸」，经常使用「中共」之稱。
《蘋果日報》的「論壇」版中，同時有泛藍及泛綠人士為該報撰寫政論文章，例如趙少康的〈趙少康傳真〉專欄和林濁水的〈非典型論述〉專欄。《蘋果日報》創刊至今曾經連載的其他專欄，有陳文茜的〈我的陳文茜〉專欄、殷乃平等經濟學研究者（尚有許啟智、葉家興、杜震華等人）輪流執筆的〈經濟人語〉專欄、柯翰默（Charles Krauthammer，《華盛頓郵報》專欄作家）的〈美國與世界〉專欄（內文經過翻譯）、陳水扁執政時擔任國家安全會議副秘書長卸任後轉任該報顧問的江春男的〈司馬觀點〉專欄、該報社長杜念中的〈Google地球〉專欄、作家張大春的〈果然有話〉專欄、經濟學研究者熊秉元的〈熊出沒注意〉專欄、作家王尚智等12人（其他11人為劉靜怡、謝金河、何飛鵬、張鐵志、殷乃平、柯文哲、郭正亮、米果、胡晴舫、馬維敏、杜震華）輪流執筆的〈蘋中信〉專欄。

### 娛樂性
由於《蘋果日報》由香港壹傳媒管理，故帶有非常濃厚的壹傳媒風格，也就是以圖片為主、文字為輔之報導方式，且常以大版面之圖或照片置於頭版，吸引讀者；另外，《蘋果日報》亦相當重視八卦新聞，常以頭版或大篇幅報導之，此一特色常引起台灣社會上對該報紙的爭議。

### 其他
- 台灣其他全國性報紙，在農曆新年期間大多會暫停出刊或派送報紙，或是以春節前就編撰好內容出刊。《蘋果日報》為台灣首創全年365日皆出刊的報紙。[28]
- 台灣大多數的報紙都會推出訂閱優惠，長期訂購會比零售價格便宜；但《蘋果日報》是第一家訂閱費用比零售價格高的報紙，之前每份售價為新台幣10元時，訂閱卻是每份15元，多出的5元是送報到府的費用。(過年期間停止送報到府服務)因此《蘋果日報》是以零售為主。
- 《蘋果日報》的〈暖流〉及〈投訴〉二版皆為其首創，之前台灣報紙皆無此二版。之後《聯合報》、《中國時報》及《自由時報》紛紛跟進，讀者的媒介近用權獲得一定程度保障，各報正面新聞亦開始增多。
- 新聞內文中出現之非中文人名、地名會有英文標注。
- 分類廣告因對廣告格式有規範，故分類廣告版面較他報清爽。
- 《蘋果日報》每日刊出之《昨日蘋果被發現的錯與批評》專欄，使其得以隨時修正自己的錯別字與報導不當之處。除《國語日報》外，台灣其他各報皆無類似專欄。
- 「壹傳媒倫理委員會」邀請外部學者專家出任委員，會同內部委員定期開會討論包括蘋果日報在內之壹傳媒台灣媒體是否符合新聞倫理、媒體道德規範，並受理或轉介閱聽人針對節目、刊物內容的投訴案件。蘋果日報並設有「蘋果自律委員會公民團體諮詢委員」。[29]

## 內容
台灣《蘋果日報》主要內容曾區分為六個區塊，分別為：
| 頭條要聞                                                  |
| --------------------------------------------------------- |
| 頭條                                                      |
| 要聞                                                      |
| 政治                                                      |
| 生活                                                      |
| 社會                                                      |
| 地方綜合                                                  |
| 法庭                                                      |
| 地產                                                      |
| 論壇                                                      |
| 暖流                                                      |
| 投訴與服務                                                |
| 蘋果國際                                                  |
| 國際新聞                                                  |
| 國際要聞                                                  |
| 中國新聞                                                  |
| 雙語天下                                                  |
| 財經                                                      |
| 財經焦點                                                  |
| 證券                                                      |
| 國際財經                                                  |
| 科技                                                      |
| 創業專欄                                                  |
| 地產投資                                                  |
| 金融理財                                                  |
| 6份周報（地產王、家居王、豪宅王、好屋王、基金王及投資王） |
| 娛樂                                                      |
| 木瓜霞                                                    |
| 體育                                                      |
| 體育焦點                                                  |
| 大運動場                                                  |
| 投打對決                                                  |
| 運彩分析                                                  |
| 副刊                                                      |
| 讓我更美                                                  |
| 消費高手                                                  |
| 今天我最省                                                |
| 廚房DIY                                                   |
| 美食ㄔㄔ看                                                |
| 老夫子漫畫                                                |
| 人間事                                                    |
| KBOOK                                                     |
| 讓我自己來（自2013年7月2日起「讓我自己來」停刊）          |

## 銷售量
《蘋果日報》為臺灣首家接受中華民國發行公信會（ROC-ABC）稽核發行量的報社（其最大競爭對手《自由時報》亦於2007年加入）。由於ROC-ABC在稽核發行量時不列計「免費報」（即免費供自由取閱的報紙），所以台灣各大報紙之中過去僅有《蘋果日報》在其報頭強調「本報為中華民國發行公信會唯一報紙稽核會員」，後來已在《自由時報》接受稽核發行量之後去除「唯一」二字，暗諷台灣其他報社只敢宣傳閱報率有多高，卻不敢接受ROC-ABC的稽核發行量。蘋果日報自2009年之後已非ROC-ABC會員, 其銷售量不再接受ROC-ABC稽核。
《自由時報》加入中華民國發行公信會後，結果稽核報告證明於2007年3月期間每日平均實銷量超過72萬份，大幅領先同時期的《蘋果日報》約21萬5千份，並由公信會正式認證為「稽核期內」第一大報。但《蘋果日報》在便利商店的銷售量比《自由時報》還高很多（自由時報以訂閱取勝），因此台灣報紙的佔有率統計數據是：《蘋果日報》和《自由時報》互爭第一名，而《聯合報》、《中國時報》則落於三、四名間競爭。
《蘋果日報》、《壹週刊》發行部商務總監陳貴明曾指出：「台灣報紙雜誌的灌水發行量，大部份來自贈閱的公關行為；但贈閱的讀者不會深入閱讀，廣告效益自然差。」
《蘋果日報》於2008年8月的發行量為每日平均529,391份。
2008年10月，世新大學新聞傳播學院進行的“媒體風雲排行榜”結果顯示，民眾最常閱讀的報紙是蘋果日報，其中蘋果日報在報導最詳細、內容豐富多樣、最優質等面向皆居領先地位；另外在對個人影響力最大的報紙調查中，蘋果日報以百分之十八點五居首位；對社會影響力最大的報紙也是蘋果日報。

## 爭議

### 花邊消息
一般的報紙多以政治、經濟、國際等議題作為頭版新聞，但是蘋果日報的頭版則是以本地的八卦新聞、社會新聞為主，且往往以大篇幅報導此類新聞。此特色使許多公眾人物對蘋果日報抱持反感態度，也使該報多次與被報導人進行法律訴訟。
有讀者與民眾認為，《蘋果日報》的內容有過多無關緊要的花邊、八卦新聞，不但與公眾利益不相符、也傷害人權。並可能助長社會跟拍風氣，引進香港「狗仔隊」文化。
《蘋果日報》經常獨家揭露各種弊端，以及社會的不公平事件，因此也有人認為蘋果能勇於揭弊、不畏強權，並能破除偶像崇拜（尤其是對政治明星的崇拜）。而對於招致負面評價的八卦內容，也有人認為這樣的新聞正滿足社會大眾需求，反應時代風氣。

### 煽色腥報導

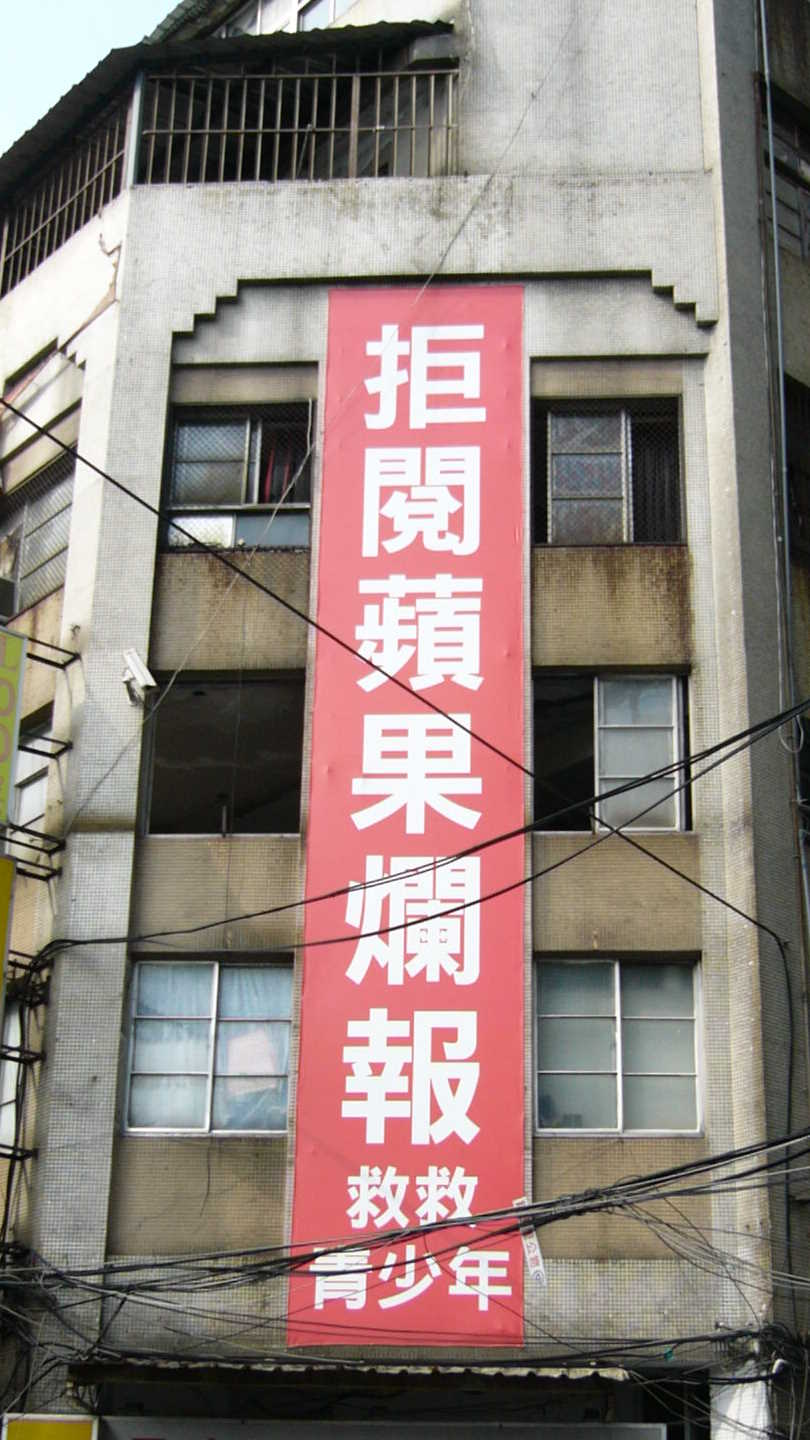
台北市大同區華陰街一棟公寓（華陰街123、125號）外牆上的「拒閱蘋果爛報，救救青少年」布條，號召民眾拒閱《蘋果日報》。

《蘋果日報》常將傳統上認定為「煽色腥」（或作「腥煽色」，煽情、色情、血腥。譬如：清涼照、走光照、偷拍照、屍體照、血肉糢糊的照片等）之圖片刊出，甚至以大版面刊登在頭版。發生社會事件時，《蘋果日報》常以逼真的連環插圖（示意圖），鉅細靡遺地描繪事件流程，自殺、犯罪及殘暴行為也不例外（近幾年已顯著收斂）。例如台中市長胡志強及其妻邵曉鈴車禍受傷，《蘋果日報》頭版刊載邵曉鈴送醫照片，已侵犯當事人隱私權及人格權。《蘋果日報》於2006年11月23日在報上刊登聲明道歉，表示將來在車禍照片的選擇及處理上會更加謹慎。
對於《蘋果日報》過度報導社會事件，有人認為可能因此對下一代造成不良影響，或妨礙善良風俗，而且直接刊登此類照片並不尊重被攝影者，也傷害不少人的人權。「蘋果化」更成為「媒體品質向下沉淪」的同義詞。也有意見認為「煽色腥」的定義見仁見智，不該強以傳統觀念限制。而且社會大眾也有所需求，反應時代風氣。
2010年2月27日，《蘋果日報》報導，台北市大同區華陰街一棟公寓2樓到4樓外牆懸掛「拒閱蘋果爛報，救救青少年」布條號召民眾拒閱《蘋果日報》；該文也報導，《蘋果日報》總編輯馬維敏表示，《蘋果日報》有需要改進的缺點，但絕非爛報，否則不會成為閱報率全國第一的報紙，而且日前一名大學學測滿級分的彰化女中學生更自爆最愛看《蘋果日報》，「拒閱《蘋果》救青少年的理由，到底是什麼？」這布條究竟是誰出資懸掛的，沒有人知情。
2015年12月24日，兒少媒體監督連線公布第6屆「平面媒體金芭樂獎」得獎者，《蘋果日報》以37%得票率達成6連霸，被認為最血腥、過度詳述或教導犯罪手法；其他得獎者依序為動新聞（得票率29%）、《中國時報》（得票率13%）、《自由時報》（得票率12%）與《聯合報》（得票率9%）。

### 動新聞
蘋果日報常為其新聞製作動新聞影片，特色是內容涵蓋照片、影片以及動畫，有別於其他台灣電視臺或網路影音新聞。

### 報導不實
2009年8月24日，《蘋果日報》刊登指揮家溫以仁學歷造假的不實新聞，導致溫以仁失業、離婚、罹患重度憂鬱症，甚至考慮過以死明志。經溫以仁陸續對爆料者、《蘋果》和公部門提告連九敗之後，於2013年逆轉勝訴，討回名譽。《蘋果日報》被高院判決應賠溫以仁30萬元並刊登道歉啟事，但《蘋果》實際上僅用當初不實報導1/20的版面刊登了「澄清啟事」，未有隻字提到「道歉」字眼。
2009年11月2日，蘋果日報以「頭版」報導士林地檢署檢察官鄭〇〇相關事件，臺灣士林地方法院認為蘋果日報未經合理查證，於2010年9月判賠100萬元，並須4家報紙頭版登報道歉。
2016年6月，臺灣士林地方法院認為蘋果日報未經合理查證，逾越新聞媒體從業人員的倫理規範，肆意洩漏警員蔡柏威個人隱私等情事，判賠新臺幣50萬元並須登報道歉。
2017年8月20日，《蘋果日報》獨家報導8月19日台北世大運開幕夜，在現場丟煙霧彈的是台灣國成員陳儀庭，但抓到陳儀庭的轄區警方卻隻字未提，讓當天在場抗議的反年改團體背黑鍋，動機可議。但陳儀庭本人表示，丟煙霧彈的人「完全不是我！」指出李來希在臉書分享的蘋果即時新聞圖片，是8月19日下午4時許拍攝，當時他與另外8名夥伴在世大運開幕場外發台灣旗，但後來意外被到場抗議的3、4百位反年改團體人士包夾，當時現場警方為了將他們與反年改團體隔開，才被拍下這張照片。且該照片的拍攝地點是在敦化北路與台視之間，時間也與現場遭丟擲煙霧彈的時間不符。他當晚也並不知道現場遭丟擲煙霧彈一事，是回到家中打開手機，才被朋友告知自己被栽贓。他也表示，已蒐集相關資料和圖片，這兩天會找律師討論訴訟策略，向惡意散播假消息的人士提告，其中也包括李來希。

### 曲解受訪者原意
2017年1月31日，《蘋果日報》刊登中國研究泰斗黎安友的專訪，以〈「台灣國」不存在　黎安友：統一是遲早的事〉為題，引起不少討論。但黎安友本人發出信函，指出該報導曲解了他的原意，他根本就不相信「統一是遲早的事」，認為台灣的未來是不可預測的。

## 轶事
由于台湾媒体习惯将「马来西亚」简称「马国」，因此引起了轶事。例如2016年马来西亚羽毛球首要超级赛马来西亚选手李宗伟夺得男单冠军时，台湾《苹果日报》发了一篇〈大马羽球赛李宗伟夺冠 马国明放假1天〉报导（尽管是误报），导致香港艺人马国明成为网络迷因的恶搞对像。

## 創造紀錄
台灣《蘋果日報》上市後所創的紀錄：㈠首創全年出報，㈡提供全日無休的讀者爆料投訴及服務電話，㈢報界唯一接受中華民國發行公信會稽核銷售量、而且每日銷售量超過50萬份；㈣常居AC尼爾森媒體調查的閱讀率排行榜第一名。

## 媒體得獎紀錄
- 世新大學公布「2012年媒體風雲排行榜」調查結果，《蘋果日報》在閱報率、內容深度、公正客觀和信任度等多項被民眾票選為第一名，同時也是總評指標成績中最好、最優質的平面報紙[50]。
- 2010年金芭樂奬有1038名閱聽人參與投票，有816位網友（投票率為78.6%）投下蘋果日報奪得冠軍，而2013年有2075名閱聽人參與投票，結果有近七成網民投下蘋果日報奪得冠軍。2014年蘋果日報連續五年得到金芭樂獎，投票率為69.2％，原因內容太暴力、太色情、犯罪內容細莭露骨，兒童有可能模仿，因而不適合兒童閱讀[51]。

### 2020 SOPA Awards
| 獎項類別                     | 參賽作品                                                                                   | 獎項 |
| ---------------------------- | ------------------------------------------------------------------------------------------ | ---- |
| The Scoop Award (獨家新聞獎) | 荒地金磚2_鋤不動的鑽石田 Land Injustice: Overpriced Farms in Taiwan （页面存档备份，存于） | 大獎 |

### 引用
1. ↑   (PDF). 壹傳媒有限公司. 2020-06-22  [2021-04-30]. （原始内容存档 (PDF)于2020-11-02） （繁体中文）.
2. ↑  .   [2016-12-06]. （原始内容存档于2016-12-20）.
3. 1 2  . 蘋果日報 (臺灣). 2021-05-14  [2021-05-14]. （原始内容存档于2021-05-14）.
4. ↑  霍達文 譯. . 聯合報. 1995-05-05: 第38版.
5. ↑  謝慧鈴. . 人民網. 2004-02-02  [2011-11-13]. （原始内容存档于2012-01-09）.
6. ↑  《聯合報》2003年5月1日A1版
7. ↑  . 臺灣蘋果日報. 2005-08-01  [2013-12-18]. （原始内容存档于2013-12-19）.
8. ↑  .   [2015-01-05]. （原始内容存档于2021-12-14）.
9. ↑  王玉樹 台北報導. . 台灣《蘋果日報》. 2012-09-30: A10版  [2012-10-06]. （原始内容存档于2012-10-05）.
10. ↑  莊豐嘉 台北報導. . 新頭殼. 2012-09-29  [2012-10-14]. （原始内容存档于2012-10-01）.
11. ↑  特別企劃. . 台灣《蘋果日報》. 2012-11-01  [2012-11-01]. （原始内容存档于2012-11-03）.
12. ↑  黎智英：紙媒永遠不會再賣 重拾信心 落地生根 「不會裁員」 （页面存档备份，存于）, 蘋果日報(台灣), 2013年03月28日
13. ↑  公佈欄. . 公民行動影音紀錄資料庫. 2014-01-15  [2014-01-17]. （原始内容存档于2014-03-29）.
14. ↑  . 2019-04-08  [2019-04-11]. （原始内容存档于2019-04-11）.
15. ↑  果殼. . INSIDE. 2019-04-15  [2019-09-03]. （原始内容存档于2019-09-03）.
16. 1 2  王郁倫、 陳君毅. . 數位時代. 2019-07-17  [2019-09-03]. （原始内容存档于2019-09-03）.
17. 1 2  中央社. . TechNews科技新報. 2019-06-10  [2019-09-03]. （原始内容存档于2019-09-03）.
18. ↑  蘋果新聞網. . 蘋果日報 (台灣). 2019-08-12  [2019-09-03]. （原始内容存档于2019-08-12）.
19. ↑  . 蘋果日報. 2020-07-01  [2020-07-01]. （原始内容存档于2020-07-01）.
20. ↑  . 蘋果新聞網. 2021-06-23  [2021-06-23]. （原始内容存档于2021-10-25）.
21. ↑  . 《菱傳媒》RWnews. 2021-06-13  [2021-06-09]. （原始内容存档于2022-06-12）.
22. ↑   (PDF). 披露易. 壹傳媒. 2022-06-14  [2022-06-15]. （原始内容 (PDF)存档于2022-06-15）.
23. ↑  . 《菱傳媒》RWNews.   [2022-08-30]. （原始内容存档于2022-09-03） （Chinese (Taiwan)）.
24. ↑  . AppleDaily. 2022-08-30  [2022-08-30]. （原始内容存档于2022-09-05） （中文（臺灣））.
25. ↑  . 蘋果新聞網. 2022-08-31  [2022-08-31]. （原始内容存档于2022-11-08）.
26. ↑  . 菱傳媒.   [2022-09-01]. （原始内容存档于2022-11-08） （Chinese (Taiwan)）.
27. ↑  馬維敏. . 台灣蘋果日報. 2012-11-05  [2014-11-15]. （原始内容存档于2015-07-25） （中文（臺灣））.
28. ↑  .   [2007-09-06]. （原始内容存档于2007-10-30）.
29. ↑  .   [2014-01-07]. （原始内容存档于2014-01-07）.
30. ↑  台灣《蘋果日報》2013-07-02 E2版
31. ↑  〈平面媒體發行量的虛與實〉 （页面存档备份，存于），中華民國發行公信會
32. ↑  根據財團法人中華民國發行公信會所公布的資料 （页面存档备份，存于）。
33. ↑  世新調查：民眾媒體接觸率電視居冠 （页面存档备份，存于）媒体公民行动网 2008年10月7日
34. ↑  陳啟明、李定宇 台北報導. . 台灣《蘋果日報》. 2010-02-27  [2013-02-03]. （原始内容存档于2014-01-07）.
35. ↑  鄭惠中、李建翰、張閔惟. . 銘報即時新聞. 2010-03-10. （原始内容存档于2014-01-07）.
36. ↑  許秩維. . 中央通訊社. 2015-12-24  [2016-08-28]. （原始内容存档于2016-09-10） （中文（臺灣））.
37. ↑  潘姵如; 塗豐駿; 李定宇. . 《蘋果日報》. 2009-08-24  [2017-06-10]. （原始内容存档于2017-06-16）.
38. 1 2  吳念樺. . 東森新聞. 2017-06-05  [2017-06-10]. （原始内容存档于2021-12-14）.
39. ↑  張文川; 趙靜瑜; 江志雄. . 《自由時報》. 2013-04-12  [2017-06-10]. （原始内容存档于2017-06-09）.
40. ↑  鍾岳明. . 鏡傳媒. 2017-01-10  [2017-06-10]. （原始内容存档于2017-10-22）.
41. ↑  劉昌松; 簡銘柱. . 《蘋果日報》. 2013-12-18  [2017-06-10]. （原始内容存档于2017-06-16）.
42. ↑  張文川; 趙靜瑜. . 自由時報. 2010-09-22  [2016-08-13]. （原始内容存档于2016-08-21）.video （页面存档备份，存于）
43. ↑  王宏舜. . 聯合報. 2016-06-18  [2016-08-13]. （原始内容存档于2016-08-01）.video （页面存档备份，存于）
44. ↑  地方中心. . 《蘋果日報》. 2017-08-20  [2017-08-20]. （原始内容存档于2017-08-20）.
45. ↑  楊淳卉. . 《自由時報》. 2017-08-20  [2017-08-20]. （原始内容存档于2017-08-20）.
46. ↑  王筱辰洋. . 台灣《蘋果日報》. 2017-02-01  [2017-02-03]. （原始内容存档于2017-02-03）.
47. ↑  洪聖斐. . 新頭殼. 2017-02-03  [2017-02-03]. （原始内容存档于2017-02-03）.
48. ↑  . 東方網 馬來西亞東方日報. 2016-04-12  [2023-03-22]. （原始内容存档于2023-03-22） （中文（简体））.
49. ↑  習賢德，〈台灣報業經營顯相記——從聯合報系經營策略更迭看台灣報業發展脈動〉 （页面存档备份，存于），《2005出版年鑑》（行政院新聞局2005年10月第一版 （页面存档备份，存于），ISBN 986-00-2141-4）第二篇。
50. ↑  .   [2012-07-07]. （原始内容存档于2014-03-29）.
51. ↑  陳至中. . 台北. 中央社 CNA. 2014-12-19  [2014-12-20]. （原始内容存档于2014-12-19） （中文（臺灣））.
52. ↑  . The SOPA Awards.   [2020-08-30]. （原始内容存档于2020-08-29） （美国英语）.

## 外部連結
- 官方网站